# مساحلة

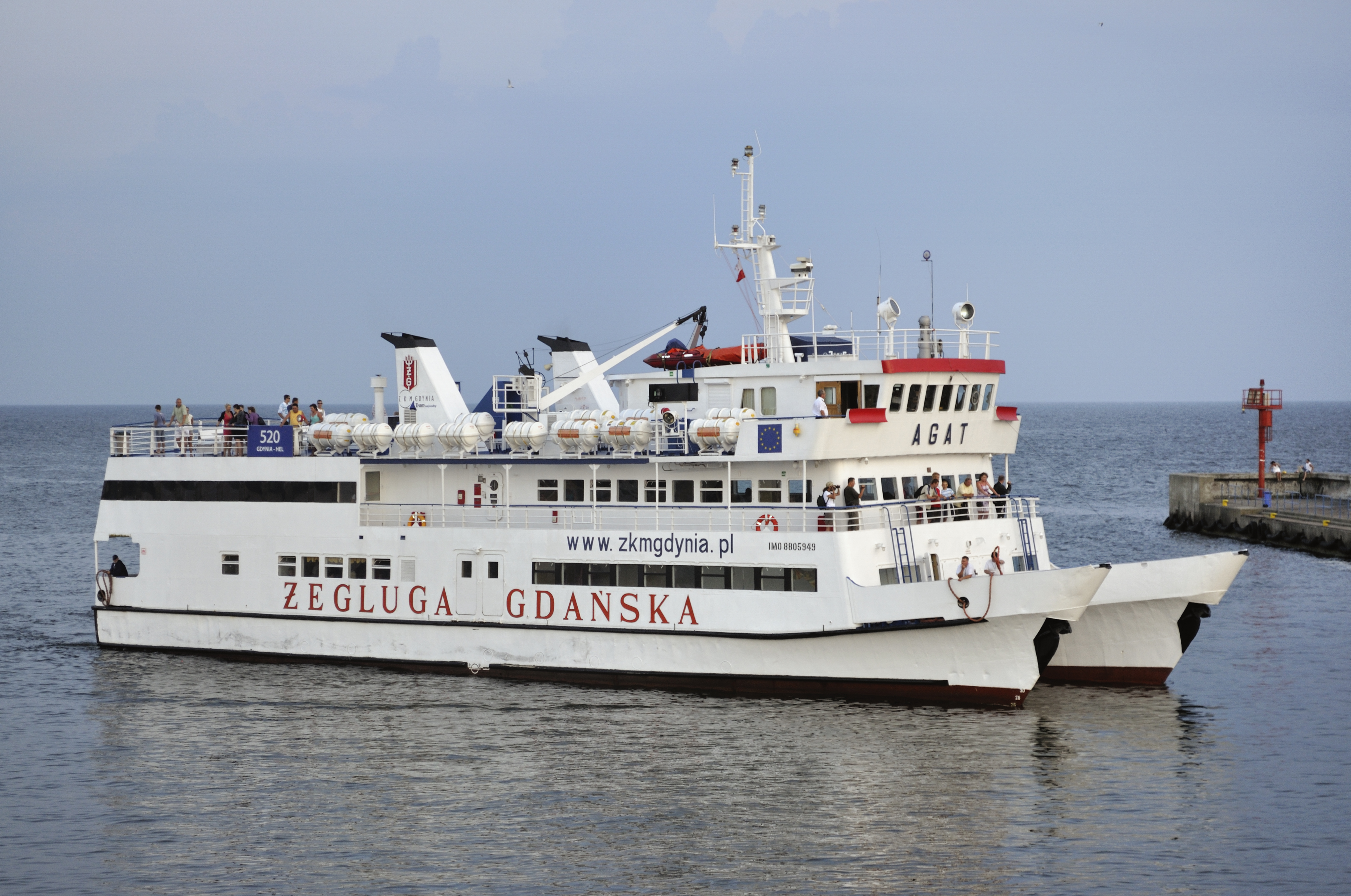

المُسَاحَلَة أو الملاحة الساحلية (بالإنجليزية:  Cabotage ، تنطق: /ˈkæbət[invalid input: 'ɨ']dʒ/)‏ هي نقل البضائع والمسافرين بين نقطتين داخل نفس البلد باستخدام سفينة أو طائرة مسجلة في بلد آخر. ونظرًا لأنها في الأصل من مصطلحات الشحن، فإن المساحلة تشمل الطيران والسكك الحديدية والنقل البري، المساحلة هي «التجارة أو الملاحة داخل المياة الإقليمية أو الحق الحصري للدولة في تشغيل الملاحة الجوية داخل أراضيها».
ح
تستخدم المساحلة في سياق «حقوق الملاحة الساحلية» أي حق شركة من بلد ما بالتجارة داخل بلد آخر، وبالنسبة للطيران من حق الطائرات العمل داخل الحدود المحلية لبلد آخر. ومعظم البلدان لا تسمح بالملاحة الساحلية الداخلية لأسباب الحمائية الاقتصادية أو الأمن القومي أو السلامة العامة. وهناك استثناء واحد ملحوظ وهو الاتحاد الأوروبي، الذي يمنح جميع أعضائه حق الملاحة الساحلية في كل منها.

## أمثلة
في سياق حقوق استخدام الجو، فإن الملاحة الساحلية هي الحق التاسع. مثال لذلك إن كانت هناك خدمة بين سانت لويس ودنفر قدمتها ناقلة غير أمريكية دون أن تمد خدماتها لجهات أجنبية، على الرغم من أن هذا الموقف غير موجود من الناحية الواقعية في الخدمة العادية، فقد يُسمح ببعض الرحلات الجوية المستأجرة بموجب القواعد الأمريكية.
إذا كانت الخدمة المقدمة بين نقطتين محليتين من أو إلى وجهة أجنبية يعتبر هذا العمل ملاحة ساحلية مستمرة، وهي الحق الثامن، إذا لم يكن لدى الناقلة هذا الحق، فإنه في الخدمة الافتراضية من باريس إلى كولكاتا عبر مومباي لا يُسمح للركاب بالسفر من مومباي جوًا إلى كولكاتا، ويمكن فقط للركاب من باريس أن يذهبوا إلى كولكاتا.
يمكن أن تحدث مواقف الملاحة الساحلية نتيجة عمليات المحور والفروع. ضع في اعتبارك أن خطوط الطيران بكندا بها محور رئيسي في تورونتو يقدم رحلات طيران للعديد من الأماكن داخل مدن الولايات المتحدة. بينما يستطيع المسافرون شراء التذاكر من بوسطون إلى تورونتو ومن تورونتو إلى سياتل وفي وقت لاحق من نفس اليوم لا يمكن تقديم رحلتي الطيران على نفس خط السير لأن هذا سيكون خدمة محلية داخل الولايات المتحدة الأمريكية.

## الملاحة الساحلية والنقل الجوي للمسافرين
تسمح أستراليا وشيلي للمسافرين على الخطوط الجوية التي تمتلكها هيئات أجنبية القيام برحلات داخلية. وحتى عام 1991، كانت شركة لوفتهانزا ممنوعة من الطيران إلى برلين الغربية، لذلك فإن بان آم، والخطوط الجوية البريطانية، والخطوط الجوية الفرنسية كانت تعمل على الطرق بين جمهورية ألمانيا الاتحادية وبرلين الغربية. ولمدة قصيرة في أواخر ثمانينيات القرن العشرين، قامت شركة الطيران ترانس وورلد بالتحليق بين ما كان يُعرف حينها بألمانيا الغربية وبرلين الغربية. وفي تلك الأثناء حلقت شركة بان آم فوق تيجيل في برلين حيث أقلعت من مطار ميونخ - ريم (مغلق الآن) وفرانكفورت. وأقلعت الطائرات الفرنسية من دوسلدورف، وطارت طائرات الخطوط الجوية البريطانية من مونستر وأوسنابروك وهانوفر وبعض المدن الأخرى.
وفي أكتوبر من عام 2007، منحت المملكة المتحدة شركات طيران سنغافورة الحق في التحليق في المسارات الإقليمية كجزء من اتفاقية الأجواء المفتوحة والتي تسمح كذلك لشركات الطيران البريطانية بالتحليق فوق أي مدينة في سنغافورة.
تسمح اتفاقية العلاقات الاقتصادية الوثيقة لشركات الطيران الأسترالية بالطيران المحلي والدولي من نيوزلندا إليها وبالعكس. تحلق شركتا طيران أستراليتان هما، جيتستار (وهي شركة تابعة لشركة كانتاس) وشركة باسيفيك بلو (وهي شركة تابعة لشركة فيرجين أستراليا) فوق المسارات المحلية داخل نيوزيلندا وتقدم شركة كانتاس رحلات طيران تربط بين نيوزيلندا وأمريكا الشمالية، الخطوط الجوية النيوزلندية وتقدم رحلات جوية دولية من أستراليا خارج نيوزلندا مع التحليق بين مدينة سيدني، الأسترالية وراروتونجا في جزر كوك. في السابق كانت الشركتان كانتاس جيتكونيكت وأنيست نيوزيلندا شركتين أستراليتين مقرها في نيوزيلندا.

## وصلات خارجية
- U.S. Cabotage lobbying organisation
- European Commission> 3rd railway package including cabotage
- "European transport policy for 2010 : time to decide" European Union Commission White paper